# Boa Vista do Buricá
Boa Vista do Buricá är en kommun i Brasilien.   Den ligger i delstaten Rio Grande do Sul, i den södra delen av landet, 1 500 km söder om huvudstaden Brasília. Antalet invånare är 6 576.
Omgivningarna runt Boa Vista do Buricá är en mosaik av jordbruksmark och naturlig växtlighet. Runt Boa Vista do Buricá är det ganska glesbefolkat, med 21 invånare per kvadratkilometer.